# Ventenata dubia
Espèce
Classification APG III (2009)
Statut de conservation UICN

 LC  : Préoccupation mineure
Ventenata dubia, la ventenatée, ou avoine douteuse est une espèce de plantes monocotylédones herbacée de la famille des Poaceae, sous-famille des Pooideae, endémique du sud de l’Europe, du nord de l'Afrique et du Moyen-Orient.
Elle est connue en Amérique du Nord en tant qu'espèce envahissante, problématique dans le Nord-Ouest Pacifique où elle a été identifiée pour la première fois dans l'État de Washington en 1952, dans l'Idaho en 1957 et dans l'Utah en 1996. La plante se dissémine probablement lorsque ses graines sont replantées car elles ont été mélangées aux semences de gazon.

## Description
C'est une plante herbacée annuelle aux tiges ramifiées qui croit jusqu'à une hauteur de 15 à 70 centimètres. Les tiges filiformes rendent cette herbe difficile à couper,. Elle présente des inflorescences en panicules de 10 à 12 cm de long. Les axes secondaires de l'inflorescence regroupent des épillets de 1 à 1,5 centimètre de long.